# Assunzione di prospettiva
Con assunzione di prospettiva si intende l'atto di percepire una situazione o comprendere un concetto da un punto di vista alternativo, come quello di un altro individuo.
La letteratura scientifica suggerisce che l’assunzione di prospettiva è fondamentale per lo sviluppo umano e che ha effetti adattivi. L'assunzione di prospettiva è possibile anche in animali non umani.
Sia la teoria che la ricerca hanno proposto dei passaggi di sviluppo. Ci sono età in cui i bambini iniziano ad assumere una prospettiva e questa capacità si sviluppa nel tempo. La ricerca suggerisce che alcune persone affette da disturbo da deficit di attenzione e iperattività con problemi di condotta comorbidi (come il disturbo oppositivo provocatorio) o l'autismo potrebbero avere una ridotta capacità di impegnarsi nell'assunzione di prospettiva.
Studi volti a valutare le regioni cerebrali coinvolte nell'assunzione di prospettiva hanno identificato diverse regioni, tra cui la corteccia prefrontale e il precuneo.
L'assunzione di prospettiva è correlata ad altre teorie e concetti tra cui la teoria della mente (Theory of Mind) e l'empatia.

## Definizione
L'assunzione di prospettiva avviene quando una persona vede una situazione dal punto di vista di un'altra persona. Possiamo distinguere due dimensioni: percettiva e concettuale.
L'assunzione di prospettiva percettiva è la capacità di comprendere l'esperienza di un'altra persona in relazione ai propri sensi (per esempio vista o udito). La maggior parte della letteratura dedicata all'assunzione della prospettiva percettiva si concentra sull'aspetto visivo: la capacità di comprendere il modo in cui un'altra persona vede.
Per quanto riguarda l'assunzione di prospettiva concettuale, questa è la capacità di comprendere l'esperienza psicologica di un'altra persona (ad esempio pensieri, sentimenti e atteggiamenti).

### Termini correlati

#### Teoria della mente (Theory of Mind)
La teoria della mente è la consapevolezza che le persone hanno stati psicologici individuali che differiscono l'uno dall'altro. Nella letteratura sulla presa di prospettiva, c'è una sovrapposizione fra il concetto presa di prospettiva e quello di teoria della mente. alcuni studi utilizzano compiti di teoria della mente per verificare se qualcuno si sta impegnando nella presa di prospettiva. I due concetti non sono la stessa cosa: la teoria della mente è il riconoscimento che un'altra persona ha pensieri e sentimenti diversi, mentre l'assunzione di prospettiva è la capacità di assumere il punto di vista dell'altra persona.

#### Empatia
L'empatia è stata definita come la capacità di condividere le stesse emozioni che un'altra persona sta provando. L'empatia e l'assunzione di prospettiva sono state studiate insieme in vari modi. Non sempre esiste una netta distinzione tra empatia e assunzione di prospettiva. Alcune ricerche distinguono i due concetti e ne sottolineano le differenze, mentre altri lavori teorizzano che l'assunzione di prospettiva sia una componente dell'empatia.

## In fase di sviluppo

### Visivo

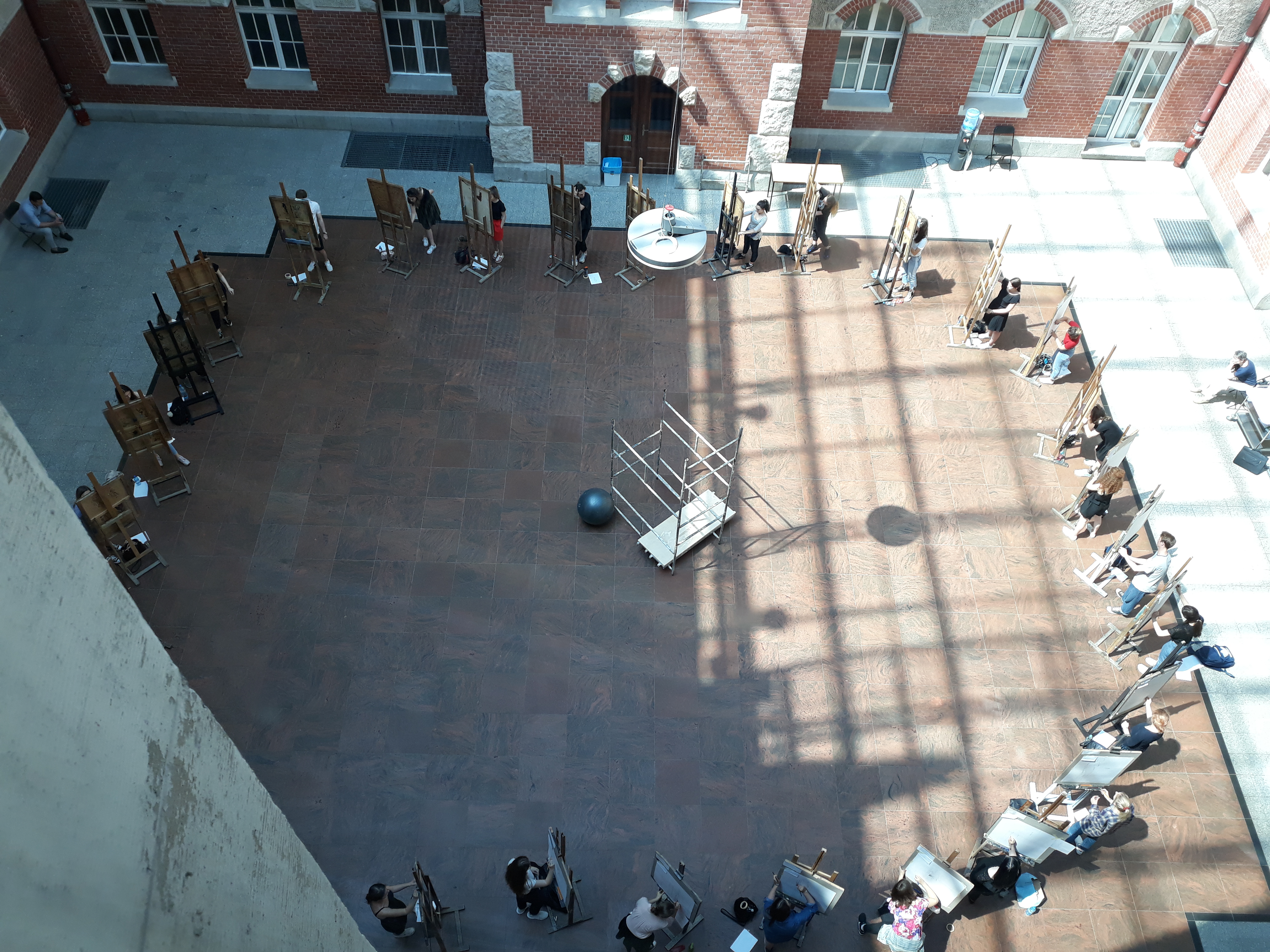
Gli studenti di architettura disegnano una palla e un'impalcatura. Ognuno vede le forme da una prospettiva diversa

Per quanto riguarda l'età in cui le persone sono in grado di assumere la prospettiva visiva la letteratura ha avuto una evoluzione.
Nel 1956, Jean Piaget e Bärbel Inhelder condussero uno studio per valutare le capacità di assunzione della prospettiva visiva nei bambini. Il compito usato è noto come il problema delle tre montagne. All'età di nove-dieci anni i bambini riescono a risolvere il problema delle tre montagne, e sono in grado di capire che quando qualcuno si trova in un luogo diverso (ad esempio sulla cima di una montagna diversa) ha una vista diversa. I bambini di età inferiore agli otto anni hanno difficoltà con questo compito.
Dopo questo studio classico, altri studi hanno suggerito che l'assunzione della prospettiva visiva potrebbe essere possibile prima dei nove anni. Ad esempio, uno studio che ha utilizzato un metodo diverso per valutare la capacità di assumere la prospettiva visiva ha suggerito che i bambini sono in grado di assumere con successo la prospettiva prima dei cinque anni. In questo studio, bambini di quattro anni e mezzo sono stati in grado di capire che qualcuno seduto più vicino a un quadro aveva una visione migliore dell'immagine. Invece, i bambini di tre e tre anni e mezzo avevano difficoltà con questo compito, gli autori concludono che la fascia di età compresa tra i tre e i quattro anni e mezzo potrebbe essere cruciale nello sviluppo della assunzione di prospettiva.
Lo psicologo John H. Flavell ha suggerito che ci sono due livelli di assunzione della prospettiva visiva che emergono durante lo sviluppo:
1. Il livello 1 è definito come la capacità di comprendere che qualcun altro può vedere le cose in modo diverso e di comprendere cosa un'altra persona può vedere lo spazio fisico.[6] Ad esempio, si potrebbe capire che, mentre un oggetto può ostacolare la propria visuale di un oggetto, un'altra persona da un'altra parte vede l'oggetto senza problemi.
2. La prospettiva di livello 2 è definita come la comprensione che un'altra persona può vedere le cose in modo diverso nello spazio fisico e comprendere come quegli oggetti appaiono dal punto di vista di quell'altra persona.[6] Ad esempio, una persona può capire che un'altra persona vede un oggetto sulla destra, ma dal proprio punto di vista l'oggetto si trova sulla sinistra.

Alcuni studi hanno esaminato quando i bambini dimostrano un'assunzione di prospettiva di livello 1 e di livello 2. Sembra che i bambini di 24 mesi e 14 mesi sono in grado di impegnarsi nell'assunzione di prospettiva di livello 1 e di comprendere diverse linee di vista a seconda della posizione di una persona. La ricerca suggerisce inoltre che i bambini acquisiscono l’assunzione di prospettiva di livello 2 a partire dall’età di due anni e mezzo.
La capacità di assumere la prospettiva visiva migliora dall'infanzia all'età adulta. Ad esempio, confrontando bambini di sei, otto, dieci anni e adulti (con una media di 19 anni), i ricercatori hanno scoperto che con l'aumentare dell'età, i compiti di assunzione della prospettiva visiva possono essere svolti con maggiore accuratezza e velocità.

### Concettuale
Nella teoria dello sviluppo cognitivo di Piaget, l'assunzione di prospettiva inizia nello stadio operativo concreto (terzo stadio) che va dai sette ai dodici anni. In questa fase si ottiene il decentramento come capacità cognitiva (il decentramento è la capacità di tenere conto del modo in cui gli altri percepiscono i vari aspetti di una data situazione).
Un'altra teoria evolutiva dell'assunzione di prospettiva è stata creata da Robert L. Selman e chiamata teoria dell'assunzione di prospettiva sociale (o teoria dell'assunzione di ruolo). Questa teoria suggerisce che ci sono cinque stadi di sviluppo che vanno dai tre ai sei anni (caratterizzati da egocentrismo o incapacità di pensare alle cose dal punto di vista di un altro) fino all'adolescenza e agli adulti (che possono comprendere il punto di vista di un'altra persona, e la cui comprensione è informata dal riconoscimento dell'ambiente e della cultura di un'altra persona). Studi condotti da Selman e colleghi suggeriscono che i bambini possono assumere prospettive diverse in base all'età. Altri studi suggeriscono che i bambini iniziano ad assumere il punto di vista di un'altra persona, considerando i suoi sentimenti, pensieri e atteggiamenti, già a quattro anni.

## Negli adulti
La distinzione tra prospettiva visiva e cognitiva sia importante, ma alcuni autori sostengono che le diverse forme di prospettiva si basano sulla stessa capacità generale e che diversi tipi di prospettiva sono correlati.
Per quanto riguarda l'assunzione della prospettiva visiva negli adulti, un esperimento condotto da Tversky e Hard (2009) ha dimostrato che i partecipanti tendono a utilizzare il punto di vista di un'altra persona quando descrivono le relazioni spaziali degli oggetti. L'elaborazione di altre prospettive può essere spontanea e, secondo alcuni studi, addirittura automatica.
Ci sono anche casi in cui le persone valutano spontaneamente ciò che un altro individuo sta vedendo, ma commettono errori sistematici. Un esempio è quando c'è una scena in cui una persona guarda verso uno specchio. Spesso gli osservatori interpretano questo come se stesse guardando se stessa, anche se la disposizione dell'immagine lo rende impossibile. Questo fenomeno è noto come effetto Venere.

## Regioni del cervello

### Visivo
Alcuni studi di assunzione della prospettiva visiva sono stati condotti raccogliendo dati di risonanza magnetica funzionale (fMRI) mentre i partecipanti eseguono compiti di assunzione della prospettiva. Ad esempio, a un partecipante viene mostrata l'immagine di un'altra persona e di vari oggetti e gli si chiede di assumere il punto di vista di quella persona e di indicare il numero di oggetti che vede (prospettiva visiva di livello 1) e se gli oggetti si trovano a destra o a sinistra dell'altra persona (prospettiva visiva di livello 2).
Una meta-analisi ha esaminato la ricerca sulla capacità di assunzione della prospettiva visiva a partire dal 2013 con fMRI. Diverse aree del cervello presentano un'attivazione durante questi compiti di assunzione della prospettiva. Queste aree includono la corteccia prefrontale sinistra, il precuneo e il cervelletto sinistro. Studi suggeriscono che queste aree del cervello sono coinvolte nel processo decisionale, nell'immagine visiva e nell'attenzione.

### Concettuale
La ricerca suggerisce che nell'assunzione della prospettiva concettuale siano coinvolte varie aree del cervello. Sono stati condotti degli studi sottoponendo i partecipanti a una tomografia a emissione di positroni (PET) e chiedendo loro di impegnarsi in compiti di assunzione di prospettiva. Ad esempio, in uno studio ai partecipanti è stato chiesto di considerare come una persona non appartenente al campo medico risponderebbe a domande mediche.
Le regioni che vengono attivate durante l'assunzione di prospettiva cognitiva includono il lobo parietale destro e la corteccia cingolata posteriore. Alcune aree sembrano essere coinvolte sia quando le persone immaginano se stesse sia quando immaginano la prospettiva degli altri. Ad esempio, quando ai partecipanti viene chiesto di immaginare se stessi impegnati in un'attività anziché immaginare un'altra persona impegnata in quell'attività, il precuneo e l'area motoria supplementare (SMA) sono attivi, suggerendo che l'immaginazione visiva e i pensieri sui movimenti motori siano coinvolti in entrambi i compiti.

## Deficit

### Disturbo da deficit di attenzione e iperattività (ADHD)
Assumere una prospettiva diversa può risultare più difficile per alcuni bambini affetti da disturbo da deficit di attenzione e iperattività (ADHD) e da disturbi della condotta concomitanti. La ricerca sull'ADHD ha dimostrato che i bambini con questa diagnosi mostrano difficoltà nell'attenzione e nella comunicazione. Per queste ragioni, questi bambini hanno difficoltà ad aprezzare il punto di vista degli altri.

### Autismo
Una idea è che i bambini con diagnosi di autismo potrebbero essere in grado di impegnarsi nell’assunzione della prospettiva visiva, mentre le difficoltà sono specifiche all’assunzione della prospettiva concettuale. Ad esempio, un confronto di prestazione di assunzione della prospettiva nei bambini a cui era stato diagnosticato l'autismo rispetto ai bambini che non avevano questa diagnosi non ha rilevato differenze significative di livello 1 e di livello 2. Lo studio ha scoperto che era più difficile per i bambini autistici impegnarsi in compiti di assunzione di prospettiva concettuale.
Alcuni ricercatori hanno esplorato possibili interventi che potrebbero contribuire a migliorare la capacità di assunzione di prospettiva nei bambini affetti da autismo. Per esempio l'uso di video che mostrano bambini impegnati in queste attività, potrebbe aiutare ad insegnare le capacità di assunzione della prospettiva.

## Risultati
Alcuni studi hanno messo in relazione la capacità di assumere una prospettiva diversa con altri comportamenti. Gran parte di questa letteratura si concentra sulla prospettiva concettuale.

### Beneficio
L'assunzione di una prospettiva concettuale permette anche di comprendere meglio il motivo delle azioni di un'altra persona. Ciò aiuta a intrattenere conversazioni sociali con conseguenti benefici.

### Empatia
Molti studi associano l'assunzione di prospettiva all'empatia. Per valutare questo, lo psicologo Mark Davis ha sviluppato un Indice di reattività interpersonale (IRI). L'IRI è composto da quattro sottoscale: fantasia, preoccupazione empatica, disagio personale e assunzione di prospettiva. Studi che hanno utilizzato questa misura ampiamente citata hanno scoperto che l'assunzione di prospettiva è associata a molti comportamenti prosociali. Uno studio che ha valutato i dati interculturali in 63 paesi utilizzando l’IRI, ha concluso che l’assunzione di prospettiva e la preoccupazione empatica erano associate al volontariato e alla gradevolezza, così come all’autostima e alla soddisfazione della vita.
Alcuni ricercatori hanno studiato come l’assunzione di prospettiva può portare alla preoccupazione empatica. Questa ricerca distingue due diversi tipi di assunzione di prospettiva: pensare a come noi agiremmo, ci sentiremmo e ci comporteremmo se ci trovassimo nella situazione di un altro, e pensare al modo in cui un'altra persona pensa, si sente e si comporta. I risultati di questa ricerca rivelano che pensare a come un'altra persona si sente porta a sentimenti di empatia. Tuttavia, pensare a come ci si comporterebbe nella situazione di un'altra persona porta a sentimenti di empatia e anche di disagio.
La ricerca ha inoltre scoperto che nelle negoziazioni, assumere la prospettiva di un'altra persona ed empatizzare può avere conseguenze diverse. In uno studio le persone che si impegnavano nell’assunzione di prospettiva erano più efficaci nel concludere un accordo e nel trovare accordi innovativi che soddisfacevano entrambe le parti, rispetto a coloro che provavano empatia per qualcun altro.

### Simpatia
L'assunzione di prospettiva è associata alla simpatia verso gli altri e al comportamento prosociale nei bambini a partire dall'età di 18 mesi. Uno studio sulle interazioni tra fratelli ha scoperto che i fratelli maggiori che erano più propensi ad aiutare a prendersi cura dei loro fratelli più piccoli hanno maggiori capacità di assunzione di prospettiva.

### Creatività
L'assunzione di prospettiva è associata anche alla creatività. Questo perché aumenta la quantità di idee creative. Uno studio suggerisce che l’assunzione di prospettiva porta a idee più creative e innovative, in particolare nei partecipanti che sono spinti internamente a completare un compito.

### Riduzione di pregiudizi e stereotipi
Molti studi rilevano potenziali benefici dell'assunzione di prospettiva. Gli studi sulla prospettiva, sui pregiudizi e sugli stereotipi vengono generalmente condotti chiedendo ai partecipanti di assumere la prospettiva di un'altra persona in determinati ambiti (ad esempio, chiedendo ai partecipanti giovani di assumere la prospettiva di una persona anziana o chiedendo ai partecipanti bianchi di assumere la prospettiva di una persona nera). Tali studi dimostrano che l’assunzione di prospettiva può portare a una riduzione degli stereotipi nei confronti dell’outgroup, a un miglioramento degli atteggiamenti verso gli altri. L’assunzione di prospettiva può portare a una riduzione del favoritismo all’interno del gruppo. La ricerca sui pregiudizi impliciti (o inconsci) ha scoperto che l'assunzione di prospettiva può ridurre i punteggi dei pregiudizi impliciti (misurati dal test di associazione implicita, IAT) e favorire il riconoscimento di discriminazioni.

### Nei disaccordi
Lavori di ricerca si sono occupati delle differenze tra la situazione di avere una conversazione con qualcuno con cui si è d'accordo rispetto a qualcuno con cui non si è d'accordo. I partecipanti che non erano d'accordo avevano una maggiore capacità di assunzione di prospettiva e riuscivano a ricordare meglio la conversazione.

### Svantaggi
Alcuni ricercatori hanno suggerito che l'assunzione di prospettiva possa avere degli svantaggi. Ad esempio, chiedere alle persone di impegnarsi in attività di assunzione di prospettiva può portare ad un aumento degli stereotipi del target, se il target è ritenuto avere più caratteristiche stereotipiche e ad adottare comportamenti stereotipati nei confronti dei membri dell'outgroup.

## Altri animali
Molti studi hanno cercato di valutare se gli animali non umani possano dimostrare l'assunzione di prospettiva. I risultati sono complessi e non univoci. Alcuni di questi studi valutano l'assunzione di prospettiva addestrando gli animali a svolgere compiti specifici, o misurando come seguano con lo sguardo degli esseri umani. Essere in grado di seguire con successo lo sguardo di un altro potrebbe indicare che l'animale è consapevole che l'umano sta vedendo e prestando attenzione a qualcosa di diverso da ciò che vede l'animale.
Uno studio condotto su scimmie ragno e scimmie cappuccine ha scoperto che questi primati riuscivano a svolgere con successo compiti di osservazione visiva. Ciò ha portato i ricercatori a concludere che le scimmie hanno dimostrato una certa capacità di considerare il punto di vista di un'altra persona.
Gli studi suggeriscono che i cani hanno una comprensione sociale complessa. In uno studio, i ricercatori hanno comunicato a un cane che non gli era permesso mangiare un bocconcino, e poi hanno messo il bocconcino davanti al cane. I cani erano più propensi a mangiare il bocconcino nonostante l'istruzione di non farlo, se era presente una barriera che nascondeva il cane all'istruttore. I cani erano meno propensi a questo comportamento se la barriera era piccola o aveva una finestra. Inoltre i cani avevano difficoltà in altri compiti che richiedevano attenzione visiva. Questi ricercatori suggeriscono che i cani possono essere consapevoli delle prospettive visive degli altri.